# Charlotte von Kirschbaum

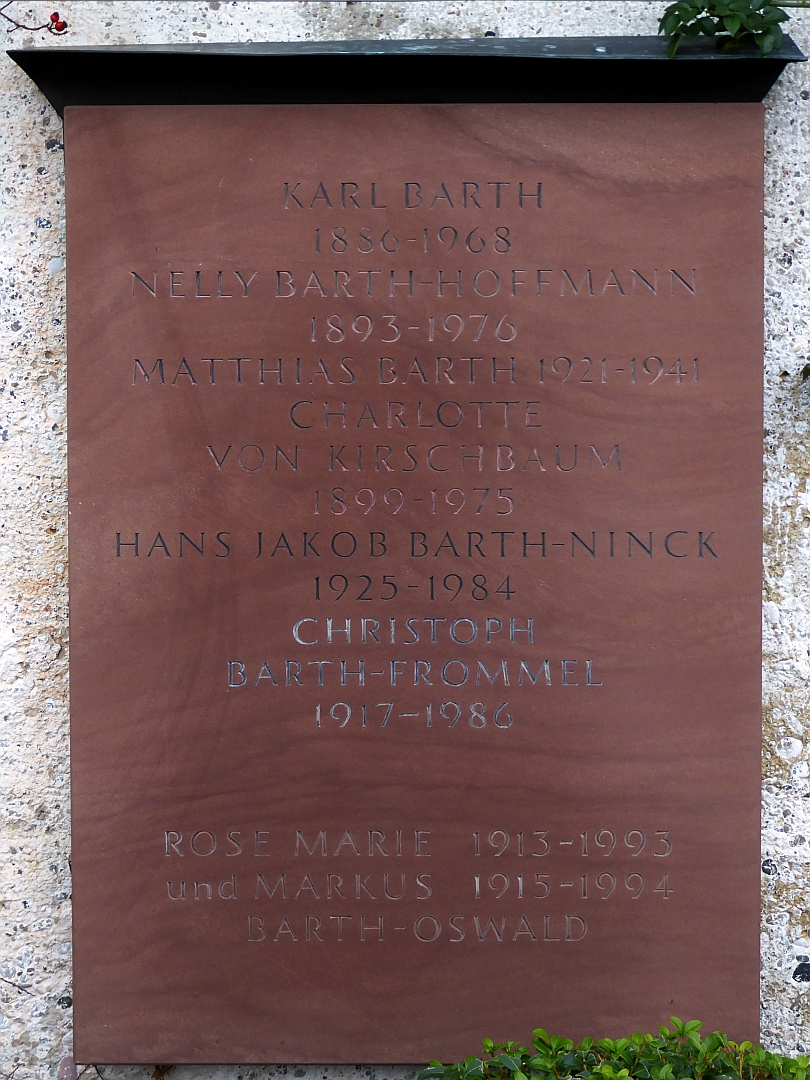
Grab, Friedhof am Hörnli, Riehen, Basel-Stadt

Charlotte Emilie Henriette Eugenie von Kirschbaum (* 25. Juni 1899 in Ingolstadt; † 24. Juli 1975 in Riehen, Schweiz) war eine deutsche Theologin, Schülerin, engste Mitarbeiterin und Lebensgefährtin Karl Barths.

## Leben

### Werdegang
1916 fiel Charlotte von Kirschbaums Vater, Generalmajor Maximilian von Kirschbaum, im Ersten Weltkrieg, was sie dazu bewog, sich als Krankenschwester ausbilden zu lassen. Im Kreis um den Münchner Studentenpfarrer Georg Merz lernte sie die dialektische Theologie Karl Barths kennen. 1924 traf sie den Theologen persönlich und gehörte bald zu seinem Freundeskreis. Sie verbrachte auch jährlich ihren Urlaub mit der Familie Barth und anderen Gästen im Sommerhaus von Ruedi und Gerty Pestalozzi oberhalb des Zürichsees. 1925 in München und später in Berlin besuchte sie eine soziale Frauenschule, an der sie u. a. eine Sekretärinnenausbildung machte. Seitdem übernahm sie regelmäßig die Redaktion von Schriften und Büchern Barths. 1929 zog Charlotte von Kirschbaum, von ihren Freunden Lollo genannt, bei Nelly und Karl Barth und ihren fünf Kindern in Münster ein. Karl Barth hatte sie dazu eingeladen, da sie für ihn unentbehrlich geworden war und er zu der Liebe stehen wollte, die sich seit langem entwickelt hatte. Der französische Theologe George Casalis, Freund, Mitstreiter und Biograph Barths, sieht die Beziehung als „eine vollmenschliche Kongenialität in allen Bereichen der beiden Leben [...], die zu dieser einzigartigen und außerordentlichen Einheit führte.“ Andererseits erkannten beide die Ehe mit Nelly nicht nur äußerlich an. So entwickelte sich eine ungewöhnliche Ménage à trois, die relativ offen gelebt wurde und deren Belastungen untereinander, mit Freunden und – in unterschiedlichem Verstehen – auch mit der Familie intensiv besprochen wurden. Verschiedene Möglichkeiten des Zusammenlebens wurden versucht bis hin zur Scheidung, gegen die sich Nelly Barth jedoch letztlich entschied. So hielt die Dreiecksbeziehung über 35 Jahre lang. Charlotte von Kirschbaum stellt den Anfang in einem Brief 1935 an Barths Schwester Gertrud Lindt – die geraten hatte, beim Umzug nach Basel das Leben in einem gemeinsamen Haus aufzugeben – so dar:

„Die Fremdheit zwischen Karl und Nelly hat einen Grad erreicht, der wohl keine Steigerung mehr erfahren kann. Gewiß ist das alles durch mein Dasein noch betonter geworden. Aber ohne mein Dasein? Wißt ihr, wie das Leben von K. bis zum Jahr 1929 war? Ein nochmaliges Wiederaufnehmen eines Lebensversuchs in dieser Richtung müßte auch bei K. getragen sein von einem Fünkchen konkreter Hoffnung wenigstens. Das ist nicht da. Wie weit das unsere Schuld ist, daß es nicht mehr da ist, das haben wir uns zu fragen, aber das könnt nicht ihr uns fragen, es müßte denn sein, ihr wüßtet in ganz anderer Weise um die konkreten Schwierigkeiten unserer gemeinsamen Existenz und stelltet uns diese Frage wirklich mittragend an diesen Schwierigkeiten.“

Während Nelly Barth den Haushalt und die Kinder versorgte, teilte Charlotte von Kirschbaum Barths Arbeit. Sie war seine Sekretärin und bereitete seine Vorträge und Vorlesungen vor. Ihm zuliebe lernte sie Latein, Altgriechisch und Hebräisch. Sie besuchte die philosophischen Vorlesungen von Heinrich Scholz. Von Kirschbaum exzerpierte Literatur, diskutierte Barths Ansätze und Manuskripte und leistete so einen wichtigen Beitrag u. a. zu seinem Hauptwerk, der Kirchlichen Dogmatik. Entwürfe für viele der darin enthaltenen umfassenden exegetischen und theologiegeschichtlichen Exkurse gehen sogar unmittelbar auf von Kirschbaum zurück.
1935 erhielt Karl Barth einen Ruf an die Universität Basel. Charlotte von Kirschbaum folgte ihm in die Schweiz. Dort wurde sie in die Landesleitung von „Freies Deutschland“ gewählt und unterstützte die deutsche Widerstandsbewegung.

### Theologische Arbeit
Als engste Mitarbeiterin eines der einflussreichsten Theologen gestaltete sie somit die Theologie und Kirchenpolitik des 20. Jahrhunderts mit, was bisher wenig erforscht und anerkannt ist. In der bisher einzigen größeren Monographie zu diesem Thema versucht Suzanne Selinger, über die vielfältigen direkten Beiträge hinaus „ihre Stimme herauszuhören, [...] dieselbe Stimme, mit der Barth im Gespräch stand“.
Sie hebt auf der Grundlage von Barths Theologie eigenständige Positionen von Kirschbaums heraus, besonders zur Anthropologie und Theologie der Geschlechter, und betrachtet sie als eine Vorläuferin der feministischen Theologie. Wie Barth ging von Kirschbaum von einer grundlegenden Differenz der Geschlechter aus. 1949 erschien ihr eigenes Buch Die wirkliche Frau. Darin setzte sie sich mit Simone de Beauvoirs Femme Libre auseinander und mit der Rolle der Frau in der Kirche. Sie vertrat die These, die Frau sei dem Manne „nachgeordnet“ und „seine Hilfe“, doch „als Gegenüber“ ihm ebenbürtig und gleichberechtigt. Ihr missfielen Klischees über Frauen wie „die marianische Frau“, „das ewig Weibliche“, „die Hüterin der religiösen Sphäre“ oder Maria als „Hingebungsgewalt des Kosmos“. Auch Barths „patriarchalisches Geschichtskonzept“ des Mannes als Handelndem sowie Träger und Tradenten der individuellen Identität (Name, Stand oder Charakter) teilte sie nur bedingt. Im Zusammenhang seiner realistischen Sicht der Jungfrauengeburt betonte dieser, die Frau sei „gerade der nicht geniale, nicht schöpferische, nicht geschichtsmächtige Mensch“, sie sei folglich „die Möglichkeit des Menschen für die Wirklichkeit des Wortes Gottes“. Von Kirschbaum formulierte dies kämpferisch, im Sinn der gemeinsamen Idee, die Jungfrauengeburt sei ein Gegenzeichen zu der nach dem Sündenfall etablierten Herrschaft des Mannes: „Mag die Weltgeschichte dem Manne die geschichtliche Tat zuschreiben, die Geschichte Jesu ist keine Männergeschichte!“ Genauso hob sie hervor, dass wie Eva alle Frauen „Mütter der Lebendigen“, also physisch wie geistig schöpferisch seien. In ihrer Bibelauslegung berücksichtigte sie mehr als Barth den historischen Kontext und die zeitgenössische Anwendung. „Aufgrund ihrer Beschäftigung mit Simone de Beauvoir ist sich von Kirschbaum völlig darüber im Klaren, dass Geschlechterrollen historisch ‚konstruiert‘ und durchaus verschiedenartig sind.“ Die bedeutende Rolle von Frauen etwa in der Apostelgeschichte diente ihr als Begründung, die im Krieg akzeptierte Predigt von Frauen im Gottesdienst beizubehalten. Zu dieser Frage veröffentlichte sie 1951 die Schrift Der Dienst der Frau in der Wortverkündigung.

### Tod
1962 erkrankte Charlotte von Kirschbaum an einer zerebralen Störung. Sie wurde 1966 in ein Pflegeheim eingeliefert, immer weniger mit der Außenwelt verbunden. Sechseinhalb Jahre nach Barths Tod starb sie hier im Sommer 1975. Sie wurde im Familiengrab der Barths beigesetzt, die Traueransprache hielt Helmut Gollwitzer:

„Wie das neue Leben bei uns noch im Kampfe liegt mit der Todesverstrickung, das ist erfahren worden in dem Schicksal, das Lollo in den Kreis von Karl Barth geführt hat – Schicksal jetzt nicht im heidnischen, sondern im christlichen Verständnis dieses Wortes: eine Schickung, die von allen bestanden werden mußte, die von ihr betroffen waren – eine Schickung, in der Glück und Schmerz und Aufgaben, oft allzu schwere Aufgaben, zugeteilt wurden – eine Schickung, der keiner sich entziehen konnte und durfte, der in Verantwortung gehorsam zu sein jeder von Euch in seiner Weise versuchte und unter der es ohne gegenseitige Verletzung und Schuld nicht abging – Schuld, die uns alle erfahren ließ, daß das Leben aus dem Tode unseres Herrn Jesus Christus als Vergebung zu uns kommt. Unter der Vergebung für diese Schickung zu danken, das war Euch, den Nächstbeteiligten, zugemutet. Das habt Ihr auch immer wieder lernen dürfen, und auch diese letzten zehn Jahre, in denen Lollo zurücktreten mußte, waren eine Hilfe zu diesem Lernen.“